# 蝟若棘鮗
蝟若棘鮗為輻鰭魚綱鱸形目鱸亞目七夕魚科的其中一種，分布於西太平洋區的印尼及菲律賓海域，棲息深度可達8-20公尺，體長可達4公分，棲息在有遮蔽的礁石區，屬肉食性，雄魚有護卵的行為。

## 擴展閱讀
維基物種上的相關：蝟若棘鮗